# Prova de Subida de Montanha de Petrópolis
A Prova de Subida de Montanha de Petrópolis, ou ainda Prova de Subida de Montanha da Rio-Petropólis, foi um evento de automobilismo ocorrido entre as décadas de 1930 e 1940, sendo disputada na Estrada Rio-Petropólis, no trecho entre Meriti e Quitandinha.

## História
A década de 30 marcou o florescimento do automobilismo no Brasil. Alguns anos após a entrada no País de montadoras como a Ford e a General Motors, as competições começavam a se multiplicar, sendo a Prova de Subida de Montanha de Petrópolis a vedete do calendário das provas de estrada do Brasil, atraindo, assim, alguns competidores estrangeiros.
A competição foi organizada pelo Automóvel Clube do Brasil e pelo piloto barão Manuel de Teffé; sendo a primeira organizada em carater oficial pelo Automóvel Clube com a participação de estrangeiros.

### Vencedores
- Fonte:Instituto Histórico de Petropólis[4]

| Edição | Ano  | Vencedor                | Carro              |
| ------ | ---- | ----------------------- | ------------------ |
| I      | 1932 | Hans Stuck von Vielliez | Mercedes-Benz SSKL |
| II     | 1933 | Júlio de Morais         |                    |
| III    | 1937 | Manuel de Teffé         |                    |
| IV     | 1943 | Manuel de Teffé         |                    |
| V      | 1944 | Chico Landi             |                    |
| VI     | 1945 | Catarino Andreatta      |                    |
| VII    | 1946 | Gino Bianco             |                    |